# 横山夏希
横山 夏希（よこやま なつき、1991年12月25日 - ）は、日本のAV女優。エベレスト事業部に所属していたが、現在はエベレストとLINXとの重複所属。

## 略歴
- 2013年に企画女優としてAVデビュー。
- 主に多数出演作品に出ている。単体作品も数作ある。
- エベレスト単独所属時代は生年月日を1992年12月25日としていたが、LINXでは生年月日が1991年12月25日となっている。

## 作品

### 2013年
アダルトビデオ
- 手コキクリニック 15 男性患者への恥ずかしすぎる羞恥看護スペシャル（5月9日、SODクリエイト）
- （制服＋ギャル）×拉致=最高のヤリ友（5月15日、STAR PARADISE）
- スパルタ小便学級（5月17日、OFFICE K’S）
- 街角美少女を、本気でヤッちゃいました。 vol.11（5月21日、プレステージ）
- 淫語×愛液クチュクチュオナニー 3（6月7日、虎堂）
- 脚責め天国！集団美脚イジメ 【レースクイーン編】（6月21日、OFFICE K’S）
- 女子校生オマンコおっぴろげダンス 2（6月21日、OFFICE K’S）
- 残酷猟奇性拷問.忍 号泣の女捜査官 Vol.2（7月7日、BabyEntertainment）
- 麗しのキャンペーンガールAGAIN 9 優夏と夏希（7月27日、HMJM）
- 恥ずかしいカラダ SNSでハメまくったドスケベ女（8月24日、HMJM）
- おじさん、私と不倫して下さい…。（9月22日、マドンナ）
- 性欲 同僚教師にハメられ悶絶/不良娘を肉棒指導/酔った勢いで同僚と3P（9月29日、FAプロ）
- 変態願望 足枷美人（10月13日、赤ほたるいか/妄想族）
- ヒミツの女教師（12月5日、BeFree）
- JK高速ピストンオナニー（12月6日、OFFICE K’S）
- JK生マンコキ（12月6日、OFFICE K’S）
- ザ・ベイビーエンターテイメント 2013 PREMIUM BEST 〜淫秘の女体轟沈アクメ〜（12月7日、BabyEntertainment）
- 巨乳女子社員 年末ノーブラ羞恥業務（12月19日、ROCKET）
- 淫猥美人OLレズオフィス（12月19日、SOSORU）
- 激臭！！爆音！！おなら責め（12月20日、OFFICE K’S）

動画配信
- 東京強制フェラ -tokyo face fuck-（5月1日、Digital J media）
- ハンドジョブジャパン[2]（5月15日、Digital J media）
- レッグスジャパン[3]（6月24日・7月4日・7月15日・7月26日・8月6日・8月16日・8月27日、Digital J media）

### 2014年
アダルトビデオ
- 美人すぎる泌尿器科ナース・女医の卑猥治療（1月4日、虎堂）
- くすぐり◆パンティーマッサージ（1月15日、ワニッチ）
- 魅惑の美人巨乳バニーガール 2（1月23日、SOSORU）
- 淫猥ナース射精管理病棟（1月23日、SOSORU）
- 中出しグラマラス 幸せな奴隷（1月25日、HMJM）
- 淫縛図鑑 1 雪村春樹（2月13日、赤ほたるいか/妄想族）
- 魅惑の変態女医クリニック（2月20日、SOSORU）
- 淫語中出しソープ40（2月22日、AVS collector’s）
- BeFree 2013 CompleteBEST 46タイトル8時間（3月6日、BeFree）
- 老人モテイズム 若い女を虜にさせる（3月20日、NEXT GROUP）
- 淫乱メイドの逆セクハラご奉仕（3月22日、AVS collector’s）
- 「女の口は嘘をつく。」 雌女ANTHOLOGY ＃128（4月4日、アウダースジャパン）

動画配信
- 東京強制フェラ -tokyo face fuck-（6月8日、Digital J media）
- ハンドジョブジャパン（7月15日・10月5日、Digital J media）
- レッグスジャパン -legs japan-（8月29日、Digital J media）

### 2015年
アダルトビデオ
- カンパニー松尾 コンプリート 12 コスプレ＆中出し 6時間（8月29日、HMJM）
- どついたるねんライブ（9月1日、HMJM）

動画配信
- レッグスジャパン -legs japan-（1月8日・1月20日・1月30日・2月10日・2月20日・3月3日・8月4日・9月15日、Digital J media）
- ハンドジョブジャパン（1月15日、Digital J media）
- フェラチオジャパン[4]（4月18日・10月17日、Digital J media）
- ハンドジョブジャパン（6月25日、Digital J media）

### 2016年
アダルトビデオ
- 毎度毎度露出度の高いソソる恰好でやってくる美人家庭教師。授業中も密着してくるはボディタッチしまくるは超耳元で解説してくるはで、いいかげん僕も限界！どうみても誘って来てる素振りにとうとう我慢できず押し倒すも、もやしっ子の僕は完全に力負けしてあえなく撃沈！（1月21日、SOSORU×GARCON）
- アナタにささやく淫語オナニー（3月18日、OFFICE K’S）
- 強制飲尿ホスピタル（4月1日、OFFICE K’S）
- Breaking Acme〜偽密偵残酷イキ地獄 ACT5〜（4月13日、BabyEntertainment）
- True Love リアルカップルのセックス（6月25日、HMJM）
- オンナのスケベ脳はカラダつきに現れる（7月8日、バルタン）
- ヘルメットディルドぶっさしオナニー～腰ガックガク！変態過ぎる自分の行為に頭ん中まっ白！～（7月15日、SEX Agent）
- 強淫レズセックスBEST4時間（11月13日、U&K）
- 麗しのキャンペーンガールAGAINベスト03（11月26日、HMJM）

動画配信
- フェラチオジャパン（2月27日・5月7日・8月20日・10月15日、Digital J media）
- フェラチオジャパン（6月4日、Digital J media
- ハンドジョブジャパン（6月15日、Digital J media）
- ハンドジョブジャパン（7月5日、Digital J media）
- 東京強制フェラ -tokyo face fuck-（9月23日、Digital J media）
- フェラチオジャパン（11月5日、Digital J media）
- ハンドジョブジャパン（11月15日、Digital J media）
- フェラチオジャパン（12月31日、Digital J media）

### 2017年
動画配信
- ハンドジョブジャパン（1月15日、Digital J media）

### 2018年
- 放課後の校内でママさんバレーのデカ尻奥様を見掛けた僕 あまりにソソるお尻に後をつけると、若い男子の匂いに興奮したのかブルマに食い込んだ股間を学校の備品に擦りつけオナニーをやり始めた！その光景にたまらず勃起してしまった僕を見つけた奥さんは…（2月8日、SOSORU×GARCON））

## 出演

### 映画
- 劇場版　どついたるねんライブ（2015年9月26日、HMJM）[5][6][7]
- 悶絶劇場 あえぎの群れ（2019年8月9日、オーピー映画） - 秋田カオリ 役[8]
- やりたいふたり（2019年8月24日、オーピー映画）※悶絶劇場の一般公開編集版[9]
- 安住の地（2023年11月28日、監督：木村緩菜、オーピー映画） - 岡崎さやか 役[10]

### オリジナルビデオ
- 実際にあった!! 呪われたDVD!! 穢（2016年12月3日、アースゲート）[11]
- 湯けむり心霊旅 美三女（2017年4月4日、アースゲート）[12][13]
- マーダーフィルム　コンクリート殺人（2017年、ブラッドワークス）[14]

## グラビア
2014年
- グラビアドットコム -gravure.com-